# Moravanka
Moravanka ist eine tschechische Blaskapelle. Sie wurde 1971 von Jan Slabák (* 24. März 1941 in Kelčany, Mähren) gegründet und steht seither unter seiner Leitung.

## Geschichte
Jan Slabáks Entschluss, Musiker zu werden, begann im Brünner-Konservatorium, welches er mit Erfolg abschloss. Sein weiterer Weg führte ihn in das Staatliche Symphonische Orchester Brünn. Dort begann seine musikalische Karriere. Seine Tätigkeit weitete er aus, gastierte bei mehreren Orchestern, spielte in einer kleinen Blaskapelle, in den großen Tanz- und Jazz Orchestern Mirko Forets und Gustav Broms, sowie im Preßburger Symphonischen Rundfunkorchester. In Brünn war er bald als ein hervorragender Solist bekannt. Während er als Mitglied des symphonischen Orchesters viele Auslandskonzerte absolvierte, wurde Dirigent Herbert von Karajan auf ihn aufmerksam und lud ihn zum Konkurs zu den Berliner Philharmonikern ein. Terminmäßig ließ sich aber dieser Konkurs nicht vereinbaren, denn das Staatliche Symphonische Orchester Brünn trat eine Auslandstournee an. Im Jahre 1972 sprach er beim Bayerischen Rundfunk vor, um ein eigenes Studioorchester zu gründen. Von der Besetzung sowie der musikalischen Ausführung, hatte der Slabák die Vorstellung, dass es eine mährisch-slowakische Blaskapelle sein sollte. Nach den ersten Aufnahmen der Moravanka im Rundfunk war das Echo groß. Der Durchbruch gelang im März 1973 im ersten Fernsehauftritt mit seinem kompletten musikalischen Programm. Diese Fernsehsendung dauerte 40 Minuten, und die Nachfragen nach dem Blasorchester, dem neuen Stil der tschechischen Blasmusik, stiegen an. Die Sendungen und Konzerte stellten dann die Mitglieder der Moravanka vor die Entscheidung beim Staatlichen Symphonischen Orchester Brünn, Opernorchester Theater Brünn, oder Moravanka zu spielen. Dem Entschluss, bei der Moravanka und bei Jan Slabák zu bleiben, blieben die Musiker größtenteils treu. Durch diese Entscheidung stabilisierte sich das Blasorchester. Als Manager ist Jan Hlaváček für In- und Ausland zuständig.
Im Jahre 1975 erfolgte die Verleihung des Goldenen Panton-Schildes. Sechs weitere „Goldene Platten“ folgten. Insgesamt hatte die Kapelle vier Millionen verkaufte Schallplatten, Kassetten und CDs. Im Jahre 1995 erhielt sie eine Platin- und im Jahre 1996 eine diamantene Schallplatte. Viele Schallplattenaufnahmen wurden auch im Ausland herausgegeben.

## Diskografie
- Moravanka (1974)
- Moravanka poprvé (1974)
- Moravanka podruhé (1975)
- Moravanka potřetí (1976)
- Kyjováci to sú chlapci (1977)
- Moravanka z Podluží (1978)
- Horňané – Dolňané (1979)
- Pro každého něco (1980)
- Vánoce s Moravankou (1980)
- Česká a Moravská Beseda (1981)
- Vínko, vínko, vínečko (1981)
- Moravanka to je chasa veselá (1982)
- Moravanka podesáté (1983)
- Od dědiny k městečku (1984)
- Veselé vánoční hody (1985)
- Galakoncert Moravanky (1986)
- To nejlepší – Moravanka 1975 – 1985 (1989); MC, CD
- Morava krásná zem (1990); LP, MC, CD
- Lanžhočanú doma není (1991); LP, MC, CD
- Padesátka – J. Slabáka a Moravanka (1991); CD, MC
- Aus Böhmen kommt die Moravanka (1991); MC, CD
- Napijme se na zdraví (1992); MC, CD
- Písničky, které udělaly Moravanku 1 (1992); MC, CD
- Die zwanzigste – Moravanka Jana Slabáka (1992) MC, CD
- Moravanka op zijn best (1993); MC, CD
- Moravanka na Slovensku (1993); MC, CD
- Hody a dožínky s Moravankou (1993); MC, CD
- Die Moravanka ihren Fans (1993); CD
- Morava – Schönste Land (1993) Videoband mit Moravanka
- 10× Karel Vacek, 9× Jan Slabák (1994); MC, CD
- Moravanka spielt mit Karel Vacek (1994); MC, CD
- Moravanka hraje J. Poncar, J. Vejvoda (1995); MC, CD
- S Moravankou jinak (1995); MC, CD
- Vánocní koledy (1995); MC, CD
- Ässe der böhmischen Blasmusik; Videoband (1995)
- Classic & Swing (1996); CD
- 25 let Moravanky (1996); MC, CD
- Pod májú (1997); MC, CD
- Daheim ist daheim; Videoband (1997)
- Moravanka "Die schönsten instrumental Hits der Volksmusik" (1997); CD
- Písničky, které udělaly Moravanku 2 (1998); MC, CD
- Písničky, které udělaly Moravanku 3 (1999); MC, CD
- Je to nádherný (1999); MC, CD
- Zlatá Moravanka (1999); MC, CD
- Hity Moravanky (1999); MC, CD
- Moravanka Instrumental Blasmusikträume (2000); MC, CD
- 30 let Moravanky Ach jó! – Ach né! (2001); MC, CD
- Moravská láska – Musical (2001); MC, CD
- 30 let Moravanky (2003); DVD, Videoband